# Gorgeous
«Gorgeous» es una canción interpretada por la cantante y compositora estadounidense Taylor Swift, grabada para su sexto álbum de estudio, Reputation (2017). Se lanzó de manera promocional el 20 de octubre de 2017, más tarde fue enviada a la radio contemporánea de Reino Unido como sencillo del álbum el 12 de enero de 2018.
Es una canción electropop efervescente con letras que describen un flechazo. Recibió críticas generalmente positivas de los críticos musicales, quienes felicitaron la sencilla composición y la «encantadora» producción. La canción alcanzó el top 10 en las listas de Australia, Canadá, Hungría y Malasia. También alcanzó el puesto 13 en la lista Billboard Hot 100 de Estados Unidos y en el número 15 en la Reino Unido.

## Antecedentes y lanzamiento
Después de que Swift celebró una fiesta de escucha secreta el 13 de octubre de 2017, donde tocó su sexto álbum de estudio Reputation para 100 fanáticos de todo el mundo, anunció el lanzamiento de una canción titulada «Gorgeous» a través de su cuenta de Instagram el 19 de octubre. Incluyó una pequeña vista previa de la pista, con «una voz de bebé que dice 'hermosa' sobre una base de sonido electro-pop», como lo describe Billboard. Luego fue lanzado al día siguiente como sencillo promocional. El mismo día, se estrenó un video con la letra de la canción. También se reveló que la voz del bebé que aparece en la canción es de James Reynolds, hija de los actores Blake Lively anyd Ryan Reynolds.

## Composición
Swift coescribió «Gorgeous» con sus productores Max Martin y Shellback. Se ha descrito como una canción pop amigable. Líricamente, la canción describe «la búsqueda de un interés amoroso enloquecedor», a quien Swift describe como «magnífico». Hugh McIntyre de Forbes caracterizó la producción de la canción como «simultáneamente una batería básica 808 y un intento de algo que empuja al electro-pop a un territorio más interesante que el que Top 40 está acostumbrado». Maeve McDermott de USA Today comparó el coro de la canción con el sonido de Katy Perry. Según Elle, el hombre mencionado en la canción es el actor británico Joe Alwyn. La canción está compuesta en la clave de Do mayor con un tempo de 92 golpes por minuto, con la voz de Swift que abarca desde Do 3 hasta Fa 5.

## Presentaciones en vivo
Swift interpretó «Gorgeous» como parte de su lista de canciones para B96 Chicago y PepsiJingle Bash 2017 el 7 de diciembre de 2017 en Chicago. También cantó la canción durante el Jingle Bell Ball 2017 en Londres y en el Big Weekend de BBC Radio 1 en Swansea. La canción también es una parte habitual de su lista de canciones para el Taylor Swift's Reputation Stadium Tour.

## Posicionamiento en listas
| Listas (2017-18)                          | Mejor posición |
| ----------------------------------------- | -------------- |
| Alemania (Official German Charts)         | 45             |
| Australia (ARIA)                          | 9              |
| Austria (Ö3 Austria Top 40)               | 32             |
| Bélgica (Ultratop) Flanders               | 1              |
| Bélgica (Ultratop) Wallonia               | 17             |
| Canadá (Canadian Hot 100)                 | 9              |
| Canadá (Hot AC)                           | 45             |
| Escocia (Official Charts Company)         | 12             |
| Eslovaquia (Singles Digitál Top 100)      | 17             |
| Eslovenia (SloTop50)                      | 26             |
| Estados Unidos (Billboard Hot 100)        | 13             |
| Estados Unidos (Mainstream Top 40)        | 25             |
| Hungría (Single Top 40)                   | 9              |
| Hungría (Stream Top 40)                   | 23             |
| Irlanda (IRMA)                            | 18             |
| Italia (FIMI)                             | 66             |
| Japón (Japan Hot 100)                     | 52             |
| Líbano (Lebanese Top 20)                  | 15             |
| Malasia (RIM)                             | 8              |
| Noruega (VG-lista)                        | 28             |
| Nueva Zelanda (RMNZ)                      | 19             |
| Países Bajos (Single Top 100)             | 60             |
| Portugal (AFP)                            | 40             |
| Reino Unido (UK Singles Chart)            | 15             |
| República Checa (Singles Digitál Top 100) | 24             |
| Suecia (Sverigetopplistan)                | 41             |
| Suiza (Schweizer Hitparade)               | 46             |

## Certificaciones
| País (organismo certificador) | Certificación | Unidades certificadas |
| ----------------------------- | ------------- | --------------------- |
| Australia (ARIA)              | Platino       | 70 000                |
| Reino Unido (BPI)             | Plata         | 200 000               |

## Historial de lanzamiento
| País        | Fecha                 | Formato                     | Discográfica | Ref          |
| ----------- | --------------------- | --------------------------- | ------------ | ------------ |
| Varios      | 20 de octubre de 2017 | Descarga digital, streaming | Big Machine  | [ 7 ] [ 10 ] |
| Reino Unido | 12 de enero de 2018   | Contemporary hit radio      | Big Machine  | [ 48 ]       |